# Apollo Resor
För andra betydelser, se Apollo.
Apollo är en av Skandinaviens största researrangarörer och har en miljon resenärer varje år. Företaget erbjuder paketresor med charterflyg och reguljärflyg, samt hotellbokningar och ett stort utbud av sport- och träningsresor genom konceptet Apollo Sports.
I utbudet finns det resor till hela världen. Totalt erbjuder Apollo resor till fem kontinenter och 47 länder. Traditionellt har resor till Grekland varit bolagets specialitet. Företaget finns i Sverige, Danmark, Finland, Norge och Nederländerna. År 2009 reste ungefär 400 000 svenska resenärer med bolaget, vilket innebar att Apollo blev landets tredje största researrangör med en marknadsandel på drygt 20 procent. 
Från 2001 till 2015 var Apollo ett helägt dotterbolag till den schweiziska resekoncernen Kuoni Travel. År 2015 såldes bolaget till den tyska REWE Group och ingår därefter i gruppens resedivision DER Touristik som DER Touristik Nordic AB. I gruppen ingår följande bolag: Apollo, Lime Travel, Golf Plaisir, Xtravel samt sportresorten Playitas.

## Historia
Apollo grundades år 1982 av Fotios Costoulas och Georgios Hadjis som återförsäljare av resor. 1986 blev Apollo en researrangör med resor till fyra grekiska destinationer: Aten, den atenska rivieran, Poros och Naxos. Antalet resenärer uppgick då till 2 500.
År 1995 etablerade sig Apollo i Danmark och mellan åren 1996 och 1997 expanderade bolaget med flera nya destinationer: Cypern, Mallorca, Turkiet, Malta, Thailand, Gran Canaria, Teneriffa, Costa del Sol, Costa Blanca, Larnaca och London.
1999 etablerade sig Apollo i Norge och 2001 köptes företaget upp av den schweiziska resekoncernen Kuoni Holding Ltd som var noterat på Zürichbörsen. Det danska resebolaget Alletiders Rejser, som ägdes av Kuoni, fusionerades med Apollo och koncernen Kuoni Scandinavia bildades.
Apollo förvärvade den danska researrangören Falk Lauritsen år 2007 och året efter införlivades golfresearrangören Golf Plaisir i koncernen.
Åren 2010–2011 etablerade sig Apollo i Finland under namnet Apollomatkat, samt förvärvade den svenska lyxresebyrån Lime travel.
År 2015 såldes Apollo till tyska REWE Group.
Apollo meddelade år 2021 att de skulle sälja sitt flygbolag, Novair, till danska Nordic Jet Group.
År 2023 etablerade sig Apollo i Nederländerna under namnet Apollo Reizen.